# Matei, Matei
Matei, Matei este un film românesc din 2010 regizat de Cecilia Felméri.